# Élections législatives arubaines de 2013
Les élections législatives arubaines de 2013 se déroulent le 27 septembre 2013 à Aruba. Elles voient la victoire du Parti populaire arubais de Mike Eman qui est reconduit dans ses fonctions de Ministre-président d'Aruba.

## Système politique et électoral
L'île d'Aruba est une île néerlandaise des caraïbes organisée sous la forme d'une monarchie parlementaire. L'île forme un État du Royaume des Pays-Bas à part entière depuis qu'elle s'est séparée des Antilles néerlandaises en 1986. Le roi Guillaume-Alexandre en est nominalement le chef de l'État et y est représenté par un gouverneur.
Le parlement est monocaméral. Son unique chambre, appelée États d'Aruba, est composée de 21 députés élus pour 4 ans selon un mode de scrutin proportionnel plurinominal dans une unique circonscription. Les États d'Aruba nomment le Ministre-président et les sept membres du Conseil des ministres qu'il dirige. Ce même Ministre-président propose au souverain un gouverneur d'Aruba, représentant de la couronne nommé pour six ans.

## Résultats
|                        |                                      |        |       |        |               |  |  |  |  |
| Partis                 | Partis                               | Voix   | %     | Sièges | +/-           |  |  |  |  |
|                        | Parti populaire arubais (AVP)        | 33 103 | 57,28 | 13     | 1             |  |  |  |  |
|                        | Mouvement électoral du peuple (MEP)  | 17 653 | 30,54 | 7      | 1             |  |  |  |  |
|                        | Démocratie réelle (PDR)              | 4 518  | 7,82  | 1      | en stagnation |  |  |  |  |
|                        | Réseau électoral démocratique (RED)  | 1 209  | 2,09  | 0      | en stagnation |  |  |  |  |
|                        | Union patriotique progressiste (UPP) | 805    | 1,39  | 0      | Nv            |  |  |  |  |
|                        | Parti patriotique arubain (PPA)      | 506    | 0,88  | 0      | en stagnation |  |  |  |  |
|                        |                                      |        |       |        |               |  |  |  |  |
| Suffrages exprimés     | Suffrages exprimés                   | 57 794 | 99,05 |        |               |  |  |  |  |
| Votes blancs et nuls   | Votes blancs et nuls                 | 556    | 0,95  |        |               |  |  |  |  |
| Total                  | Total                                | 58 350 | 100   | 21     | en stagnation |  |  |  |  |
| Abstention             | Abstention                           | 10 408 | 15,24 |        |               |  |  |  |  |
| Inscrits/Participation | Inscrits/Participation               | 68 758 | 84,86 |        |               |  |  |  |  |